# Николаевка (станция, Михайловский район, Алтайский край)
Никола́евка — станция (населённый пункт) в Михайловском районе Алтайского края Российской Федерации. Входит в состав Николаевского сельсовета.

## География
Станция находится на юго-западе Алтайского края, вблизи с государственной границей России с Казахстаном.

### Климат
Климат резко континентальный. Средняя температура января −17,6 °С, июля +21 °С. Годовое количество атмосферных осадков — 245 мм.

## Население
| 1997 | 1998 | 1999 | 2000 | 2001 | 2002 | 2003 | 2004 | 2005 |
| ---- | ---- | ---- | ---- | ---- | ---- | ---- | ---- | ---- |
| 51   | ↘48  | ↘43  | ↘42  | ↘36  | ↘35  | ↘34  | ↘31  | ↘23  |
| 2006 | 2007 | 2008 | 2009 | 2010 | 2011 | 2012 | 2013 |      |
| ↘18  | →18  | ↘15  | ↘13  | ↘6   | ↘5   | ↘4   | ↗5   |      |